# استیستد
استیستد (به انگلیسی: Stisted) یک روستا و محله مدنی در بریتانیا است که در برینتری واقع شده‌است. استیستد ۶۶۲ نفر جمعیت دارد.